# Stazione di San Gallo Riethüsli
La stazione di San Gallo Riethüsli (in tedesco Bahnhof St. Gallen Riethüsli) è una fermata ferroviaria nel comune svizzero di San Gallo sulla linea San Gallo-Gais-Appenzello, facente parte della ferrovia Appenzello-San Gallo-Trogen.

## Storia
La stazione originale fu attivata il 1º ottobre 1889, in occasione dell'apertura della tratta San Gallo-Gais della ferrovia San Gallo-Gais-Appenzello. La nuova fermata, che sostituì quella precedentemente esistente, fu attivata il 7 ottobre 2018 in occasione dell'apertura della nuova tratta interurbana della ferrovia Appenzello-San Gallo-Trogen con la galleria di Ruckhalde, il cui ingresso meridionale è situato subito dopo questa fermata.

## Strutture e impianti
La fermata dispone di un binario dotato di marciapiede per il servizio passeggeri. È dotata di una pensilina con copertura.

## Movimento
La fermata è servita da treni a cadenza semioraria sulla relazione Appenzello - Trogen (linea S21 della rete celere di San Gallo) e da alcuni treni alle ore di punta per Teufen, Gais o Trogen (linea S22 della rete celere di San Gallo). Per tutte le linee, è una fermata a richiesta.

## Servizi
Sono presenti un piccolo parcheggio di interscambio e un punto di ritiro/consegna dei veicoli per il car sharing nei pressi della stazione.

## Interscambi
- Fermata autobus[6]